# Ilkhanato
L'Īlkhānato, anche detto Ilkhanato, Il-khanato o Il Khanato (mongolo Hülegü-yn Ulus ("linea di Hulegu"), cirillico mongolo Ил Хан улс; in persiano سلسله ﺍیلخانی‎, Silsila īlkhānī, ossia "genealogia ilkhanide"; turco İlhanlılar; azero Hülakülər dövləti) fu un khanato mongolo stabilito in Persia nel XIII secolo e che era considerato parte integrante dell'Impero mongolo. Il settimo sovrano dell'Ilkhanato, Ghazan, abbracciò l'Islam (1295), la religione professata dalla maggior parte delle popolazioni che vivevano nei territori inclusi nell'attuale Iran, nella massima parte dell'Iraq, in una parte della Siria settentrionale, nell'Afghanistan, nel Turkmenistan, nell'Armenia, nell'Azerbaigian, nella Georgia, nella Turchia e nel Pakistan occidentale. L'Ilkhanato era basato originariamente sulle conquiste operate da Gengis Khan nell'Impero del Khwarezm nel 1219-1224, e fu fondato dal nipote di Genghis, Hülegü Khan.

## Etimologia
Il funzionario e storico Rashid al-Din Hamadani sostiene che Kublai concesse ad Hulegu il titolo di Ilkhan dopo aver sconfitto Arig Bek. La traduzione di il-Khan viene più o meno comunemente accettata con «Khan del dominio» o «Khan dipendente», e si riferisce alla loro iniziale subordinazione a Möngke Khan ed ai suoi successori, Grandi Khan dell'intero impero.
Ricostruzioni recenti muovono delle perplessità in merito alla natura stessa del titolo: questo perché non è innanzitutto chiaro se Hulegu fosse stato inviato nei territori medio-orientali semplicemente come comandante di una forza di ricognizione oppure con l'intento di avviare in loco una dinastia. Sembra plausibile che Hulegu abbia tratto vantaggio dall'instabile situazione politica interna nata dopo la conquista di Baghdad e avvenuta quasi in concomitanza con la morte di Möngke nel 1259. Kubilai, necessitando del supporto militare di Hulegu contro Arik Böke, non avrebbe dunque sollevato contestazioni, accettando tacitamente lo yarlyk (la lettera patente che consentiva ad un'autorità governativa di esercitare le proprie funzioni) inviato dal sopraccitato Rashīd al-Din nel 1263. Quest'ultimo preferiva Hulegu al comando piuttosto che il fratello Arik e pertanto gli assegnò i domini "fino ai confini della Siria e dell'Egitto". In secondo luogo, non vi sono prove che Möngke avesse attribuito il titolo di Ilkhan a Hulegu, forse perché questi se lo auto-assegnò. In ultimo, l'etimologia della parola, oltre ad una corretta traduzione che vada al di là del mero "khan minore", ad oggi risultano assolutamente oscuri: ciò è dimostrato (anzi, non dimostrato) della mole variegata di ipotesi operata a livello storiografico, che ritiene ora il termine derivante dal semplice mongolo khan e adattato poi con una variazione in arabo e in persiano, ora frutto di un'aggiunta (di Il appunto) che farebbe mutare il significato in "il pacifico khan" o, volendo eseguire una traduzione meno letterale, "il khan che porta la pace", o infine di origine turca (da eligkhan, poi contratto in elkhan, che originariamente voleva dire "governante").
Al di là di queste che sono solo alcune delle spiegazioni fornite dagli studiosi, il dato di fatto è che Hulegu adoperò il titolo almeno dal 1259 e che poi pure i suoi successori seguirono le sue orme, a testimonianza di come gli attribuissero un significato precipuo, inteso alla stregua di un baluardo che legittimasse la dinastia a primeggiare.

## Storia

### Inizio della dominazione mongola in Persia

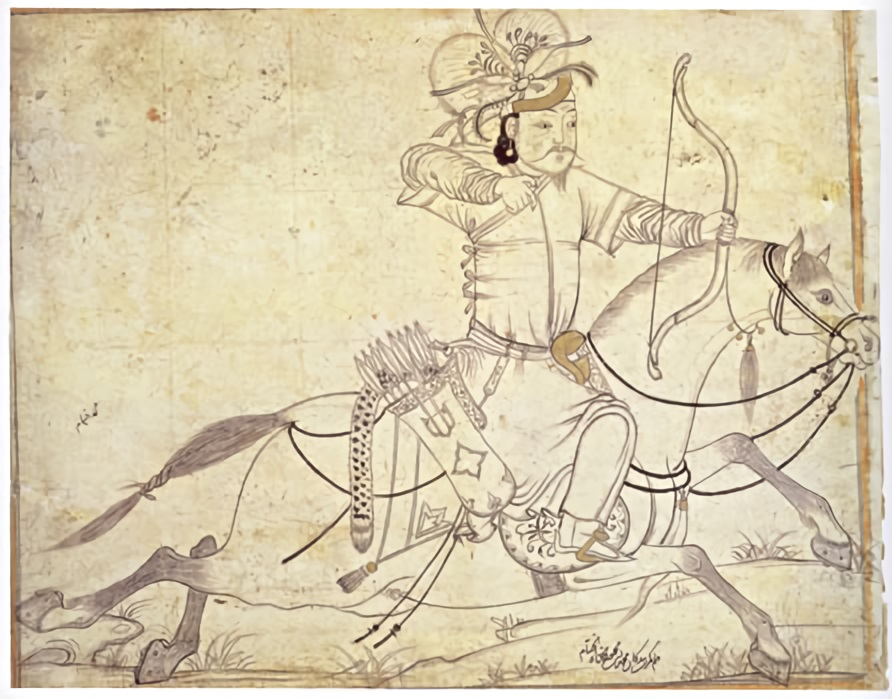
Un arciere a cavallo mongolo, XIII secolo

Quando Muhammad II del Khwarezm giustiziò i mercanti inviati dai Mongoli, Gengis Khan dichiarò guerra all'Impero Corasmio, nel 1219, affidando ai suoi generali il compito di completare la conquista della Persia ed uccidere l'ultimo scià.
I Mongoli invasero l'intero impero, occupando tutte le maggiori città, tra il 1219 e il 1221. L'Iraq persiano fu saccheggiato dai distaccamenti mongoli di Jebe e Subedei, che lasciarono la regione in rovina. La Transoxiana passò sotto il controllo mongolo, dopo l'invasione. L'intera area ad occidente della Transoxiana divenne proprietà della famiglia Borjigin di Gengis Khan. Così, dalle famiglie dei quattro figli di quest'ultimo, furono designati tre governatori per quest'area: Chin-Temur, Nussal e Korguz.
Il figlio di Muhammad, Jalal al-Din Mankubirni tornò in Iran verso il 1224, dopo il suo esilio in India. Gli stati turchi rivali, rimasugli dell'impero del padre, rapidamente gli dichiararono alleanza. Respinse il primo tentativo mongolo di prendere la Persia centrale. Comunque, Jalāl al-Dīn fu sopraffatto e schiacciato dall'armata di Chormagan inviata dal Gran Khan Ögödei nel 1231. Nel corso della spedizione mongola, le dinastie persiane dell'Azerbaigian e della Persia meridionale del Fars e di Kerman si sottomisero volontariamente ai Mongoli, accettando di pagare loro dei tributi. Ad ovest, Hamadan ed il resto della Persia fu aggiudicato da Chormagan. I Mongoli spostarono la loro attenzione verso l'Armenia e la Georgia tra il 1234 e il 1236. La conquista del Regno di Georgia fu completata nel 1238; quindi, l'Impero Mongolo cominciò ad attaccare la parte occidentale del Regno d'Armenia, che fu di possesso dei Selgiuchidi l'anno successivo.
Nel 1236 Ögödei comandò la riorganizzazione del Khorasan e di Herat. I governatori militari mongoli intanto si accampavano nella pianura di Mughan, in Azerbaigian. Rendendosi conto del pericolo rappresentato dai Mongoli, i governanti di Mosul e del Regno armeno di Cilicia si sottomisero al Gran Khan. Chormagan divise la regione della Transcaucasia in tre distretti basati sulla gerarchia militare. In Georgia, la popolazione fu temporaneamente divisa in otto tumen. Nel 1237 l'Impero mongolo aveva soggiogato gran parte della Persia, ad eccezione dell'Iraq abbaside, di alcune roccaforti ismailite, l'intero l'Afghanistan e il Kashmir.
Dopo la Battaglia di Köse Dağ, nel 1243, i Mongoli guidati da Bayju occuparono l'Anatolia, ed il Sultanato selgiuchide di Rum e l'Impero di Trebisonda divennero vassalli dei Mongoli.
In accordo con i reclami del governatore Arghun Aqa, Munke Khan nel 1251 proibì a nobili e mercanti di abusare delle yam (una specie di stazioni di posta ad uso militare, utilizzate dai tempi di Gengis Khan) e dei civili. Ordinò un nuovo censimento ed ordinò che ogni uomo nel Medio Oriente mongolo pagasse in proporzione alla sua proprietà. La Persia fu divisa in quattro distretti sotto Arghun. Munke Khan garantì l'autorità dei Kartidi su Herat, Jam, Bushanj, Ghor, Khaysar, Firuz-Kuh, Gharjistan, Farah, Sistan, Kabul, Tirah, e l'Afghanistan fino al fiume Indo.

### Il primo Ilkhan

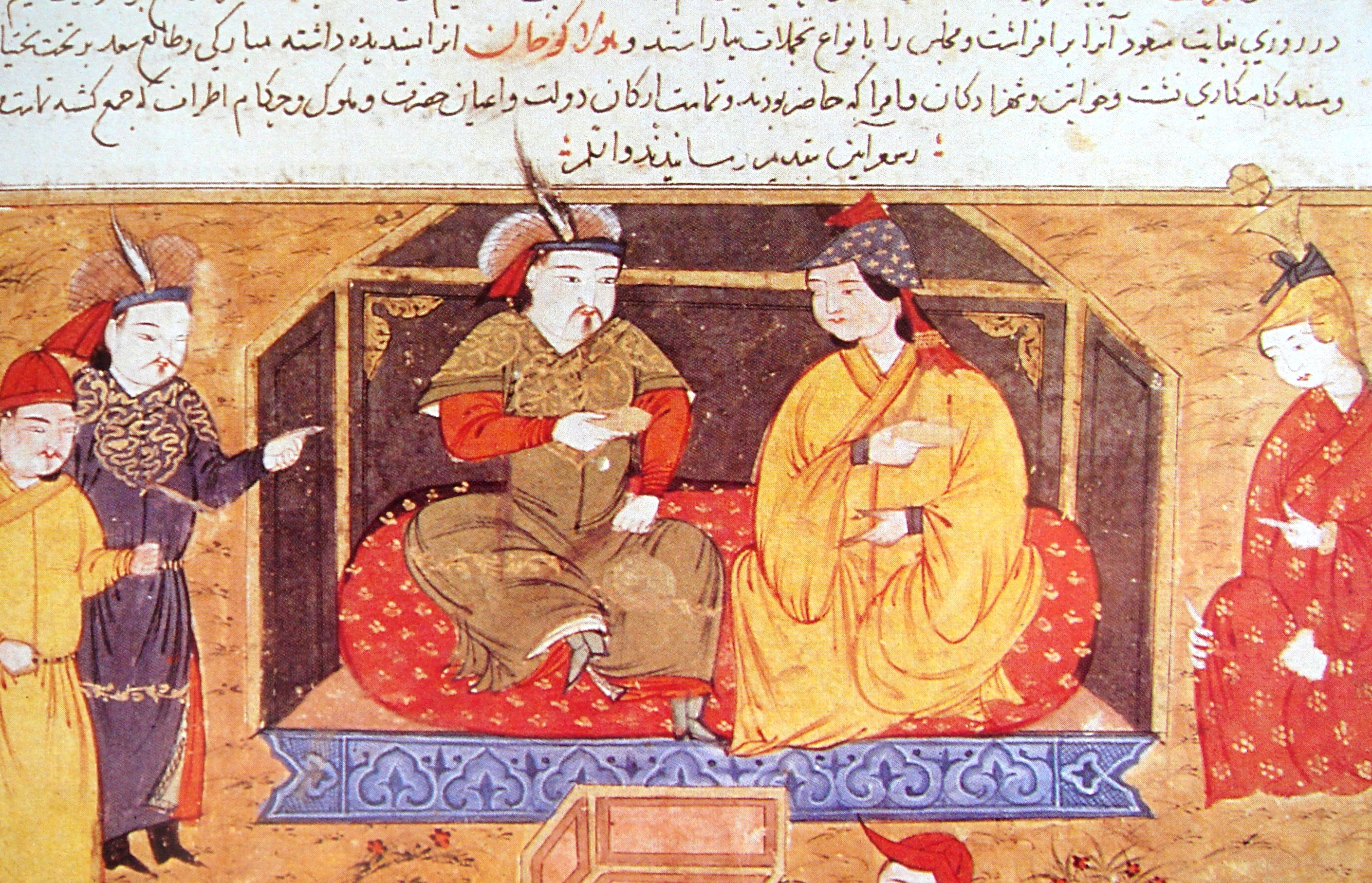
Hulagu con la sua regina cristiana Doquz Khatun.

Il vero fondatore della dinastia Ilkhanide fu Hulagu Khan, nipote di Gengis Khan e fratello di Munke Khan e Kublai Khan (Kubilay). Munke lo inviò a stabilire un fermo controllo sul Medio Oriente, e gli ordinò di ritornare in Mongolia quando il suo obiettivo fosse stato compiuto. Sostituì Bayju nel 1255 o 1256 e a lui fu assegnato il compito di sottomettere i territori di parte dell'Asia centrale. Questa occupazione costrinse i Turkmeni a spostarsi ad ovest in Anatolia per sfuggire alle tribù mongole. Hulagu stabilì la sua dinastia nella parte sud-occidentale dell'Impero Mongolo, in un territorio che si estendeva dalla Transoxiana alla Siria. Distrusse gli ismailiti Hashshashin nizariti e il Califfato Abbaside rispettivamente nel 1256 e 1258. Dopo, avanzò fino a Gaza conquistando rapidamente la Siria Ayyubide e numerosi altri territori. In un rapporto fornito da 'Ata Malik Juwayni, il numero stimato delle truppe a disposizione di Hulagu risultava di 2 su un totale di 10 (dove quest'ultima cifra indicava i guerrieri a disposizione dell'intero esercito mongolo), pari per quantità alla popolazione maschile dell'Asia centrale del tempo. Tuttavia, tale fonte non va interpretata troppo alla lettera, poiché si ritiene che il paragone adoperato da Juwayni avesse un tono puramente enfatico.
La morte di Munke obbligò Hulagu a ritornare al centro dell'Impero per preparare il Kuriltai (la scelta di un nuovo capo). Si lasciò dietro una piccola armata per continuare l'avanzata mongola, ma questa fu fermata in Palestina nel 1260 con una grande sconfitta alla Battaglia di Ayn Jalut da parte dei Mamelucchi egiziani.
Con l'ascesa di Kublai Khan, Hulagu ritornò in Persia ed assunse il titolo di Ilkhan, ovvero "luogotenente del Khan", "Khan subordinato", ma l'autorità di Kublai in Vicino Oriente era solo nominale. Dopo la sua morte, gli storici preferiscono seguitare a chiamare Ilkhanato quello che, alla morte di Kublai Khan (Kubilay) era ormai diventato de jure e de facto un khanato. Il 1256 viene considerata la data tradizionale di costituzione dell'Ilkhanato.

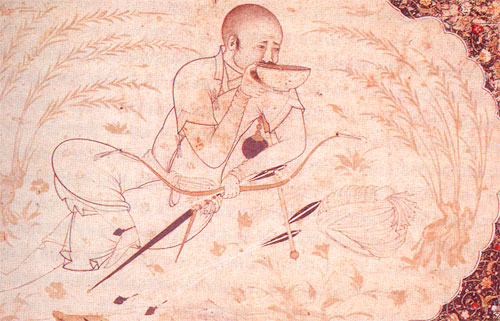
Hulagu Khan, nipote di Genghis Khan e fondatore dell'Ilkhanato.

A causa dei problemi geo-politici e religiosi e la morte di tre principi al servizio di Hulagu, Berke si scontrò con Hulagu nel 1262 e richiamò le sue truppe in Iran. Secondo gli storici mamelucchi, Hulagu avrebbe massacrato le truppe di Berke rifiutandosi di spartire il bottino di guerra.
La Dinastia Yuan ad est, mantenne relazioni amichevoli e la sovranità nominale sull'Ilkhanato fino alla fine di quest'ultimo attorno al 1330. I discendenti di Hulagu governarono la Persia per i successivi ottant'anni, ed in un primo tempo incoraggiarono il buddhismo tibetano e il cristianesimo nestoriano, mentre i musulmani e i taoisti venivano oppressi e perseguitati. Tuttavia, con la conversione di Ghāzān (che cambiò nome in Mahmud) nel 1295, l'Islam ridiventò religione di Stato e fu il turno di buddhisti e cristiani di essere perseguitati.
Comunque, nonostante questa conversione, gli Ilkhan restarono ostili ai Mamelucchi (che avevano sconfitto sia gli invasori Mongoli che i Crociati). Gli Ilkhan tentarono alcune invasioni della Siria (1281), ma non riuscirono mai a strappare consistentemente terreno ai Mamelucchi, rinunciando infine ai propri propositi, perdendo la morsa sui vassalli del Sultanato di Rum e del Regno Armeno di Cilicia. Questo fu causato in larga parte da una guerra civile nell'Impero Mongolo, e dall'ostilità dei khanati a nord e ad est. Il Khanato Chagatai nel Moghulistan e l'Orda d'Oro minacciarono l'Ilkhanato nel Caucaso e nella Transoxiana, impedendo l'espansione ad ovest. Anche sotto il regno di Hulagu, l'Ilkhanato fu occupato in una guerra nel Caucaso contro i Mongoli delle steppe russe.
Hulagu prese con sé molti studiosi ed astronomi cinesi, ed il famoso astronomo persiano Nasir al-Din al-Tusi apprese le tabelle di calcolo dell'astronomia cinese. Un osservatorio fu costruito a Maragheh.

### Alleanza franco-mongola
Furono fatti molti tentativi rivolti alla formazione di un'alleanza franco-mongola fra le corti dell'Europa Occidentale e i Mongoli (i cristiani dell'occidente latino erano collettivamente chiamati "franchi" dai musulmani e dagli asiatici, nell'era delle Crociate). Nei tentativi furono coinvolti principalmente i Mongoli dell'Ilkhanato, tra il XIII ed il XIV secolo, a partire circa dalla Settima Crociata. Uniti nella loro contrapposizione agli islamici (principalmente i Mamelucchi), l'Ilkhanato e gli europei non furono comunque in grado di combinare le loro forze in modo soddisfacente contro il loro nemico in comune.
Si ritiene che Oljeitu, Ilkhan a Tabriz (Iran) dal 1304 al 1316, avesse interagito con l'Occidente inviando delle missive a Filippo il Bello e (forse anche) al re d'Inghilterra Edoardo I: tale evento suscitò sicuramente l'incoraggiamento di questa collaborazione in chiave anti-mamelucca da parte di Papa Clemente V.

### Conversione all'Islam

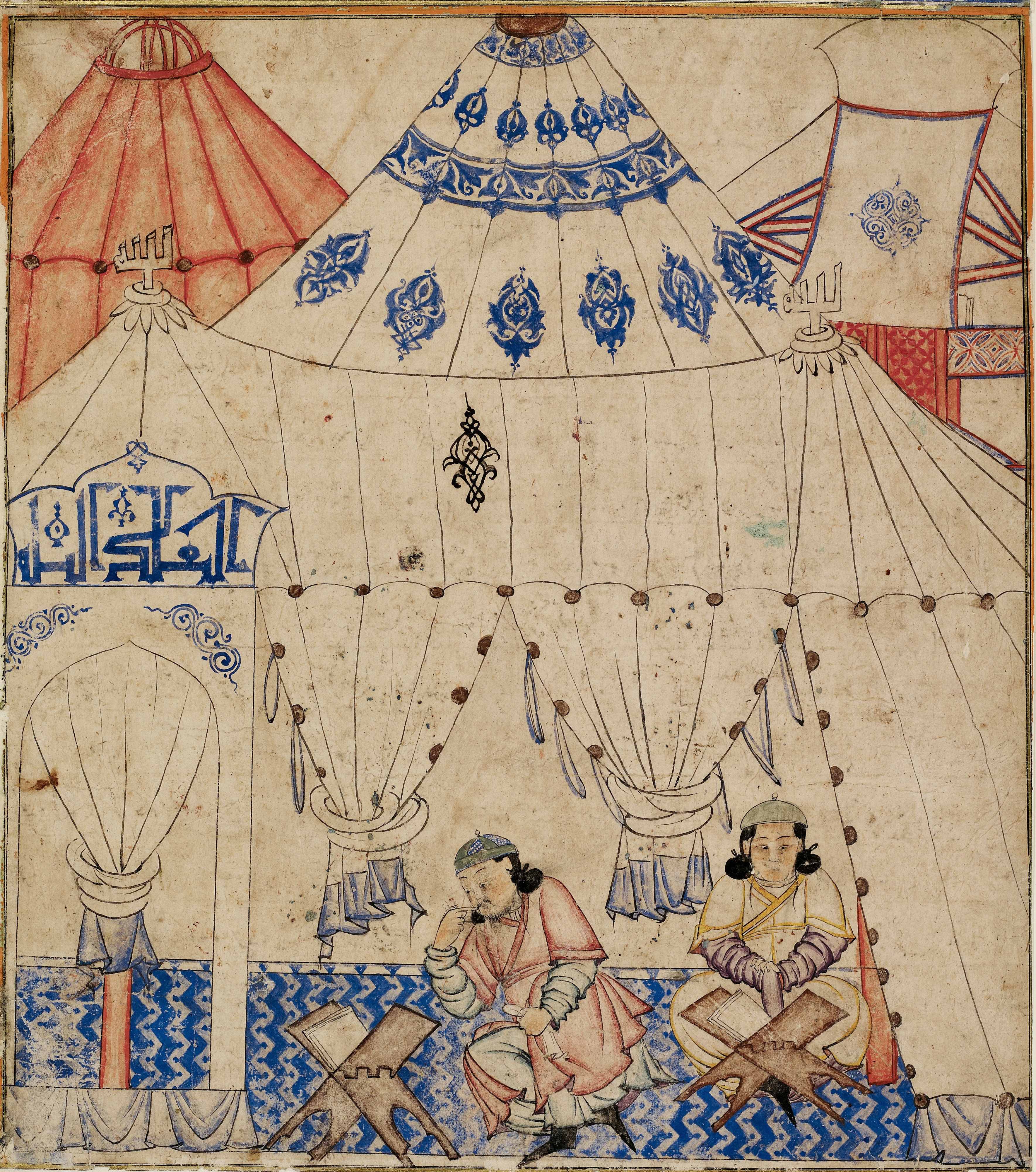
Il sovrano mongolo Ghazan, nello studio del Corano.

Dopo il regno di Hulagu, gli Ilkhan adottarono sempre di più il Buddhismo tibetano. I cristiani erano incoraggiati da un apparente favore verso il Cristianesimo Nestoriano. Così, gli Ilkhan si trovarono fortemente fuori passo con la maggioranza musulmana che governavano. Ghazan, poco prima di spodestare Baydu, si convertì all'Islam, e la sua preferenza ufficiale per l'Islam coincise con un preciso tentativo di portare il regime più vicino alla maggioranza non-mongola. I cristiani e gli ebrei persero il loro stato di parità con i musulmani e dovettero tornare a pagare la tassa elettorale. I buddhisti furono posti di fronte alla scelta di convertirsi o essere espulsi.
Nelle relazioni diplomatiche, la conversione all'Islam ebbe ben pochi effetti, e Ghazan continuò a combattere i Mamelucchi per il controllo della Siria. La Battaglia di Wadi al-Khazandar, che fu l'unica vittoria importante dei Mongoli sui Mamelucchi, gli consentì il controllo della Siria solo per pochi mesi. La maggior parte delle politiche adottate da Ghazan continuarono sotto suo fratello Oljeitu, nonostante i suggerimenti di favorire il ramo sciita dell'Islam che ricevette subendo l'influenza dei teologi sciiti al-'Allama al-Hilli e Maytham al-Bahrani. Öljaitü riuscì a conquistare il Gilan sulla costa del Mar Caspio e la sua magnifica tomba a Soltaniyeh resta il più noto monumento ilkhanide in Persia.

### Disintegrazione
Dopo la morte di Abū Saʿīd nel 1335, il khanato cominciò a disgregarsi rapidamente, dissolvendosi in una serie di staterelli rivali, il più importante dei quali era quello dei Jalayridi. Ṭoghā Temūr, discendente di Khasar che fu l'ultimo pretendente al titolo di Ilkhan, fu assassinato dai Sarbadar nel 1353.

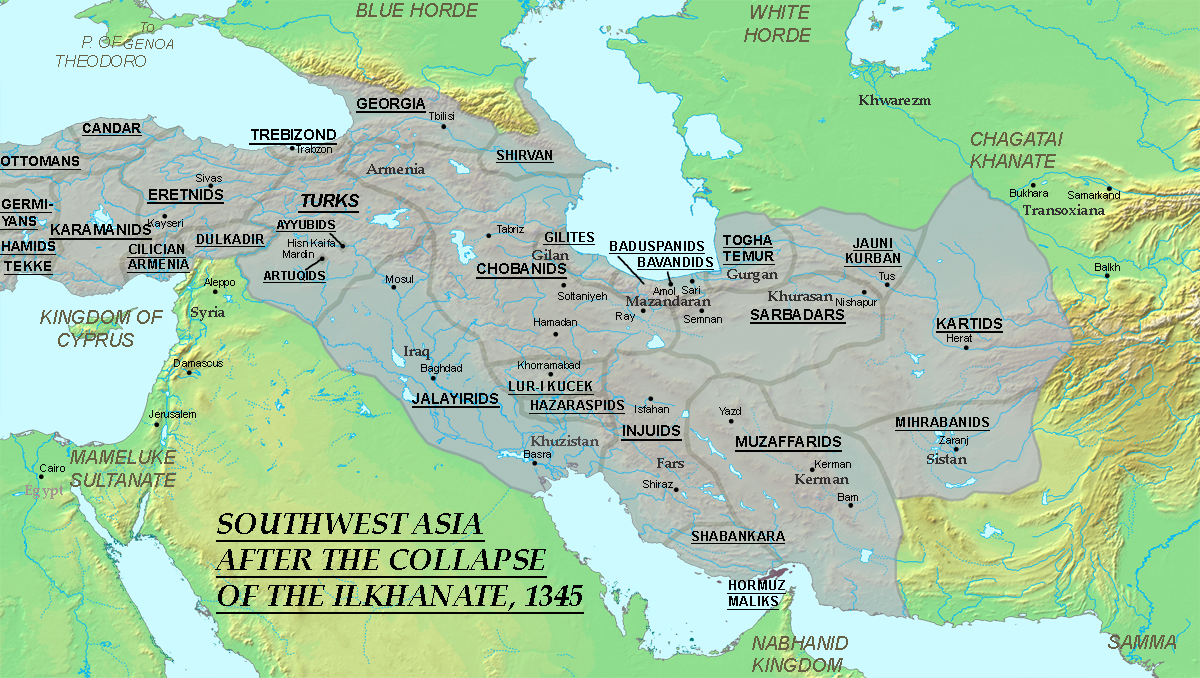
Situazione politica nell'Asia sud-occidentale nel 1345, dieci anni dopo la morte di Abū Saʿīd. I Jalayridi, Chobanidi, Muzaffaridi, Injuidi, Sarbadar e Kartidi presero il posto dell'Ilkhanato come potenze principali dell'Iran.

Tamerlano più tardi creò uno Stato da quello jalayride, cercando di ripristinare il vecchio khanato. Lo storico Rashid al-Din Hamadani scrisse una storia universale dei khan attorno al 1315 che fornì molto materiale sul loro conto.

## Lascito
L'emergere dell'Ilkhanato ebbe un impatto importante sulla regione. L'Impero Mongolo semplificò notevolmente il commercio attraverso l'Asia. Le comunicazioni tra l'Ilkhanato e la Dinastia Yuan insediatasi in Cina incoraggiarono questo sviluppo.
L'Ilkhanato agevolò inoltre la formazione del successivo Stato dinastico safavide, ed in ultima istanza la moderna nazione dell'Iran. Le conquiste di Hulagu aprirono anche l'Iran all'influenza cinese da oriente. Questo, insieme al patrocinio dei suoi successori, avrebbe permesso lo sviluppo dell'eccellente architettura iraniana. Sotto gli ilkhan, gli storici iraniani passarono dalla scrittura in arabo alla scrittura in persiano.
Rudimenti della partita doppia erano utilizzati nell'Ilkhanato e sviluppati indipendentemente dalle pratiche contabili utilizzate in Europa. Questo sistema contabile fu creato principalmente per necessità socio-economiche causate dalle riforme agricole e fiscali di Ghazan Khan tra il 1295 ed il 1304.

## Lista degli Ilkhan
- Hülegü Khan 1256-1265
- Abaqa 1265-1282
- Tekuder (Ahmad) 1282-1284
- Arghun 1284-1291
- Gaykhatu 1291-1295
- Baydu 1295
- Ghazan 1295-1304
- Oljeitu 1304-1316
- Abū Saʿīd 1316-1335
- Arpa Ke'un 1335-1336
- Musa 1336-1337
- Muhammad 1337-1338
- Sati Beg 1338-1339
- Suleyman Khan 1339-1343
- Jahan Temür 1339-1340
- Anushirvan Khan 1343-1356
- Ghazan II 1356-1357